# NGC 2749
NGC 2749 је елиптична галаксија у сазвежђу Рак која се налази на NGC листи објеката дубоког неба.
Деклинација објекта је + 18° 18' 49" а ректасцензија 9h 5m 21,3s. Привидна величина (магнитуда) објекта NGC 2749 износи 11,7 а фотографска магнитуда 12,7. Налази се на удаљености од 55,399 милиона парсека од Сунца. NGC 2749 је још познат и под ознакама UGC 4763, MCG 3-23-36, CGCG 90-69, PGC 25508.